# 第二次大覚醒
第二次大覚醒（だいにじだいかくせい、英: Second Great Awakening）は、1800年代から1830年代のアメリカ合衆国のプロテスタント史における2番目の大きなリバイバルである。このリバイバルは、キャンプ・ミーティング（野営天幕集会）で新しくされ、救われた経験から成り立っていた。主な指導者には、チャールズ・フィニー（1792-1875）、ライマン・ビーチャー、バートン・ストーン、ピーター・カートライト、 ジェームス・B・フィンレーがいる。活発な福音主義を奨励し、後に刑務所改革、禁酒、女性参政権、奴隷制撤廃運動に至った。

## リバイバルの普及
1786年にヴァージニア州のハンプデンシドニー大学にリバイバルが起こされた。
ニューイングランドのリバイバルは、社会行動の波を奮い立たせた。ニューヨーク西部では、リバイバルの精神がホーリネス運動を生んだ。西部（特にケンタッキー州ケーンリッジとテネシー州）では、リバイバルはメソジストとバプテストの教会成長を促し、アメリカにスコットランド風のキャンプ・ミーティング（野営天幕集会）を導入した。フロリダ、カンザス、ハワイ王国の組合派は、西部に伝道するために伝道協会を設立した。これらの教会員は、教育者として東部の都会で文化命令の務めを果した。特に1816年に設立されたアメリカ聖書協会などに見られる出版伝道は、キリスト教教育を広めた。リバイバルによって奮い立たされた社会的行動は、禁酒促進協会と同様に奴隷制撤廃をもたらした。また刑務所を改善し、障害者、精神病者のケアに努めた。彼らは高いモラルを持っていた。
このリバイバルでは、メソジストとバプテストに大きな教会成長が見られた。第二次覚醒運動時の長老派教会からキャンプ・ミーティング（野営天幕集会）が始まった。1801年ケーンリッジの天幕集会が最も有名である。第二次大覚醒の時、スコットランドの長老派教会牧師トマス・キャンベルとその息子アレグザンダー・キャンベルらは長老派教会から分離し、1827年ディサイプルス教会（Christian Church (Disciples of Christ)）を創設した。また1810年に形成されたカンバーランド長老教会は、キャンプ・ミーティングと巡回説教で教勢を拡大した。

## アパラチア

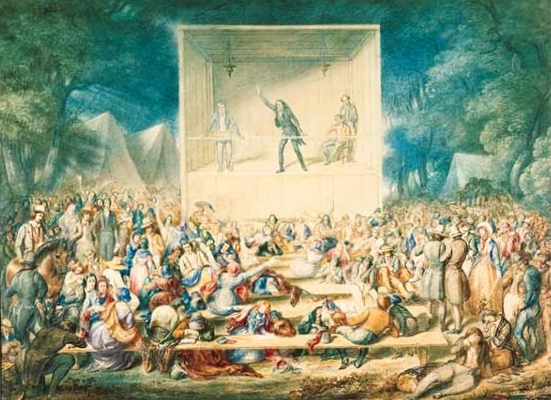
アパラチアで開かれたキャンプ・ミーティング（1839年）

アパラチア地方でリバイバルはキャンプ・ミーティング（野営天幕集会）を使用して促進され、前の世紀の第一次大覚醒と同様の特徴を持つ。キャンプ・ミーティングは複数の伝道者が数日間行う礼拝であった。人口の希薄な地域への移住者にとって伝道集会は、開拓地での孤独な生活からの避難所であった。リバイバルへの数百または数千の人々の参加の快活さは、これらのイベントに関連したダンス、叫び、歌を起こした。社会生活よりも重要なのは、罪の意識によって砕かれ、そののち個人的な救済の感覚によって回復された、個人の自尊心への深い衝撃であった。回心者の大部分は小さな地方の教会に加わり、その結果教会は急激に成長した。初期の野外礼拝のひとつは、1800年7月にケンタッキー州南西部のクリーデンス・クリアウォーター教会で行われた。1801年、ケンタッキー州ケーンリッジで開かれた大きな集会では、恐らく最大2万人が集まった。多くの長老派、バプテスト、メソジストの聖職者がこの礼拝に参加した。この出来事は、メソジストやバプテストといった教派に教会拡大の主な手段としてリバイバルを認識させた。この大きなリバイバル運動は、すぐにケンタッキー、テネシー、オハイオ南部に急速に広がった。

## 派生・影響
セブンスデー・アドベンチスト教会は、再臨待望運動から始まったが、イエス・キリストの再臨の日が1843年であると主張しており、これは正統派キリスト教からは誤りとみなされた。ただし、現在のセブンスデーが異端でないとする意見もある。
また、第二次覚醒運動は、教会から非正統的とみなされた教理を排除することによって、間接的ではあるがユニテリアン教会の形成に影響した。ユニテリアンはキリスト教の大覚醒に反対し、また正統教理も認めなかったため、正統的のキリスト教会では一般的に異端とみなしている。

### 宗教とセクシュアリティの関係の革新
歴史家ローレンス・フォスターは、シェーカー、末日聖徒運動（末日聖徒イエス・キリスト教会）、オナイダ・コミュニティは、19世紀のプロテスタント信仰復興運動から生まれたと指摘し、これら3つの運動が、宗教とセクシュアリティの関係について革新的な概念を生んだと述べている。
信仰復興運動のキャンプ集会は、時に1週間も続く熱狂的なもので、多くの人が地面に倒れ、身体を痙攣させ、激しく踊り、恍惚として叫んだり、トランスのような状態に陥り、肉体の抑制が解放されると同時に、社会的抑制も一時的に緩んだ。この熱烈で騒々しい宗教集会は、仲間意識を育む刺激的な機会であり、救われる魂よりも、この集会で生まれた魂（子ども）の方が多いと見る者もいた。全体的にリバイバル主義は、人々に抑制を捨て、心の奥底にある熱情を自由に表現することを奨励していた。
逆説的に、シェーカー、末日聖徒、オナイダ・コミュニティという3つの例すべてで、性欲と生殖という生物としての力が、個々人の欲望を集団のニーズに合わせるよう設計された権威主義的な教会構造を生み出した。シェーカーは恍惚とした礼拝によって性的衝動を昇華し、強制的な禁欲（不淫）を前提に男女平等の共同体秩序を築き、末日聖徒は一夫多妻制を採用し、このスキャンダラスな結婚制度でコミュニティ間の男女の絆を強め、オナイダ・コミュニティは女性を所有物として扱うことを否定し、男性と女性がグループ全体で結婚するという複合結婚を行った。